# Lanthancarbid
Lanthancarbid ist eine chemische Verbindung des Lanthans aus der Gruppe der Carbide.

## Gewinnung und Darstellung
Lanthancarbid kann (wie andere Seltenerdcarbide) durch Reaktion von Lanthan und bei 2000 °C mit entgastem Reinstgraphit im Lichtbogenofen in einer Edelgasatmosphäre (Helium oder Argon mit Zirkonium-Getter) gewonnen werden.
{\displaystyle \mathrm {La+2\ C\longrightarrow LaC_{2}} }

## Eigenschaften
Lanthancarbid ist ein gelber leitender Feststoff, der sich bei Kontakt mit Wasser in Lanthanhydroxid, Ethin und eine Reihe anderer Verbindungen zersetzt.
{\displaystyle \mathrm {LaC_{2}+3\ H_{2}O\longrightarrow La(OH)_{3}+C_{2}H_{2}+[H]} }
Er besitzt eine tetragonale Kristallstruktur mit der Raumgruppe I4/mmm (Raumgruppen-Nr. 139) vom Calciumcarbid-Typ.
Da Lanthancarbid dreiwertiges Lanthan und freie Elektronen enthält, kann es auch als La3+[C22−e−] formuliert werden.

## Verwendung
Lanthancarbid wird zur Untersuchung der Herstellung von einigen Supraleitern und Nanoröhren verwendet.